# Hypsipteryx
Hypsipteryx – rodzaj pluskwiaków i podrzędu różnoskrzydłych i infrarzędu Dipsocoromorpha. Jedyny z monotypowej rodziny Hypsipterygidae.
Pluskwiaki o spłaszczonym grzbietowo ciele długości od 2 do 3 mm, przypominające z wyglądu prześwietlikowate. Głowę mają wyraźnie podzieloną rejony. Czułki są czteroczłonowe i mają formę biczykowatą (łac. antennae flagelliformes) – dwa ich początkowe człony są bardzo krótkie, a dwa ostatnie są znacznie cieńsze i porośnięte licznymi, długimi, cienkimi, półwzniesionymi do w pełni wzniesionych szczecinkami. Czwarty człon jest jednak krótszy i grubszy niż u innych Dipsocoroidea i tylko trzeci pozostaje bardzo długi. Prosta kłujka kończy się tuż przed nasadą zapiersia lub ową nasadę osiąga. Spośród czterech budujących ją członów trzeci jest bardzo długi, a pozostałe bardzo krótkie, ale wyraźne. Przedplecze ma rozpłaszczone części boczne, a jego powierzchnią biegną trzy podłużne żeberka. Na skórzastych, szeroko rozpłaszczonych półpokrywach wszystkie żyłki są wyniesione tworząc po 9 dużych komórek. Ponadto półpokrywy odznaczają się brakiem zagięć: kostalnego i medialnego oraz dobrze wyodrębnionymi międzykrywkami. Część gatunków ma półpokrywy skrócone, a skrzydła tylne niefunkcjonalne, uwstecznione do formy drobnej i lancetowatej. Bardzo silnie wysmuklone odnóża mają dwuczłonowe stopy. Odwłok samców ma przetchlinki umieszczone na laterotergitach segmentów od drugiego do ósmego, a u samic od trzeciego do siódmego. Samiec ma genitalia o asymetrycznych: pygoforze, paramerach i przydatkowatych laterotergitach dziewiątego segmentu. Samicę cechuje obecność pokładełka, spermateki i dużej płytki subgenitalnej.
Owady te prowadzą skryty tryb życia, zasiedlając ściółkę i butwiejące drewno. Przypuszczalnie nie są zdolne do skoków. Formy długoskrzydłe przylatują do sztucznych źródeł światła.
Rodzaj o rozsiedleniu paleotropikalnym. Po dwa gatunki znane są z południowej części Afryki (kraina etiopska) i Półwyspu Indochińskiego (kraina orientalna).
Takson ten wprowadzony został w 1961 roku przez Carla Johna Drake’a i umieszczony w monotypowej podrodzinie Hyspipteryxinae. Do rangi osobnej rodziny wyniósł ją w 1970 roku Pavel Štys. Należą do niej 4 gatunki współczesne i jeden wymarły:
- Hypsipteryx ecpaglus Drake, 1961
- †Hypsipteryx hoffeinsorum Bechly et Wittmann 2000
- Hypsipteryx machadoi Drake, 1961
- Hypsipteryx ugandaensis Štys, 1970
- Hypsipteryx vasarhelyii Rédei, 2007

Jedyny gatunek wymarły znany jest z inkluzji pochodzącej z priabonu w późnym eocenie.